# Lagoa Negra de Urbión

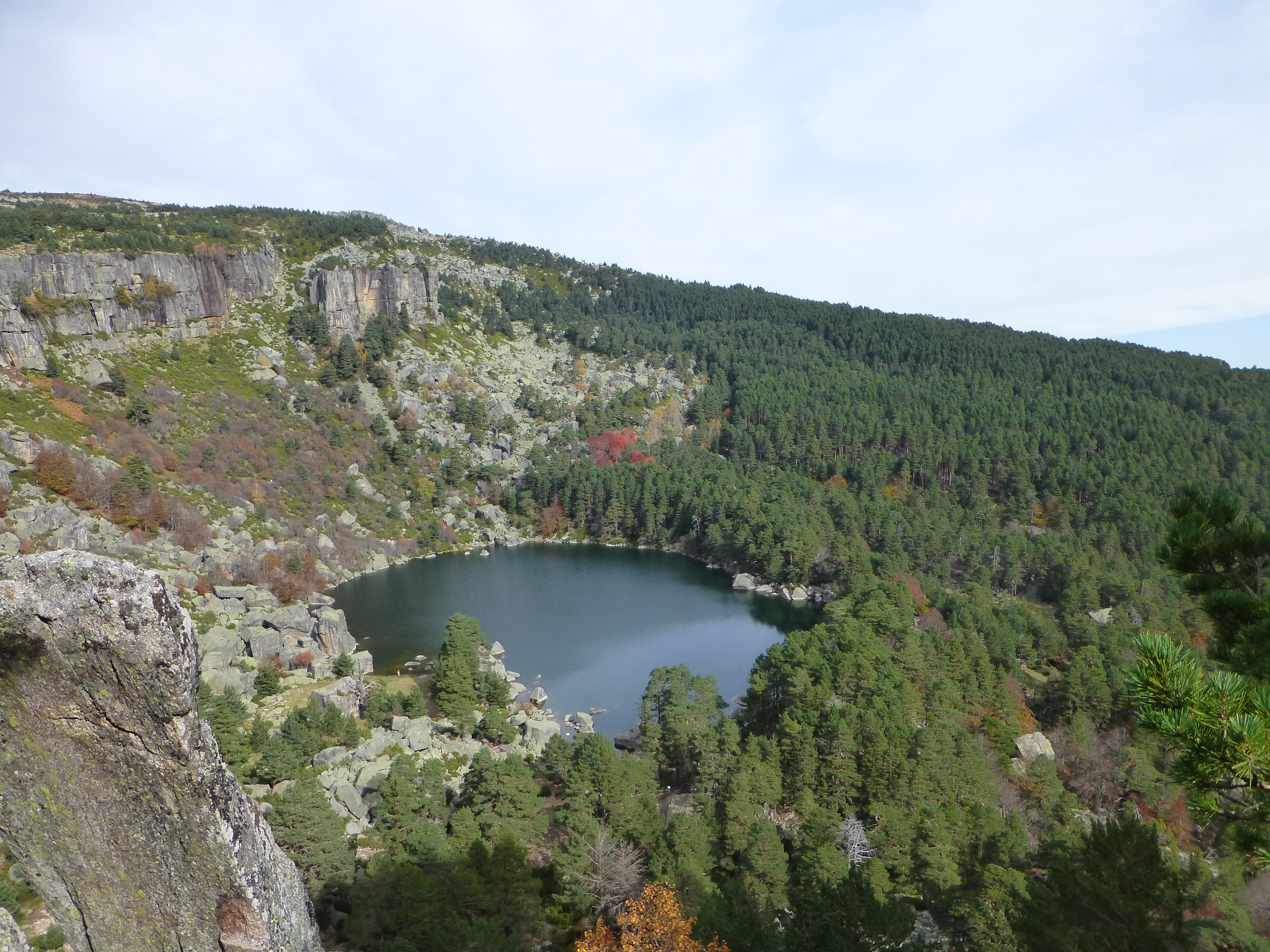

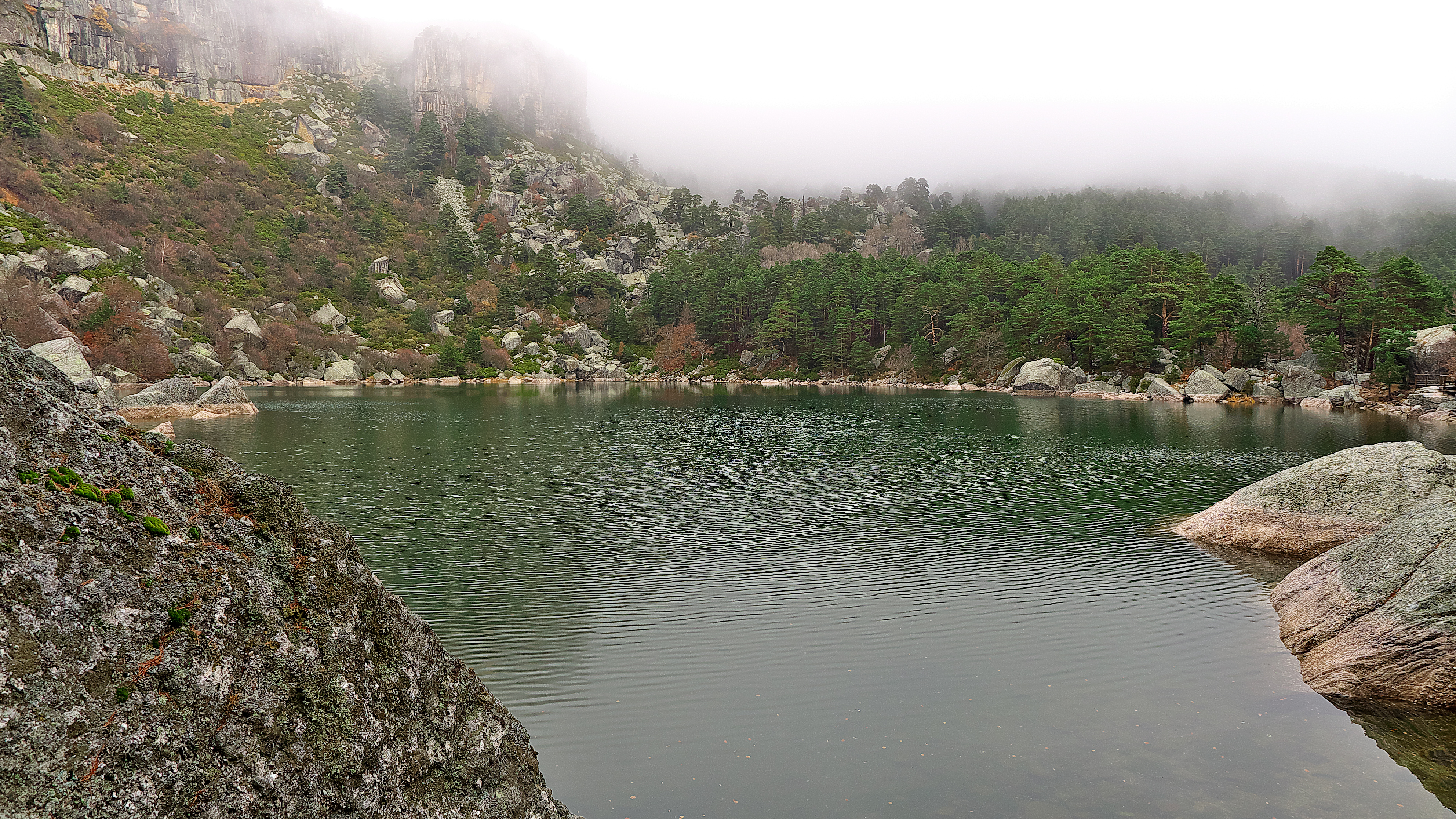

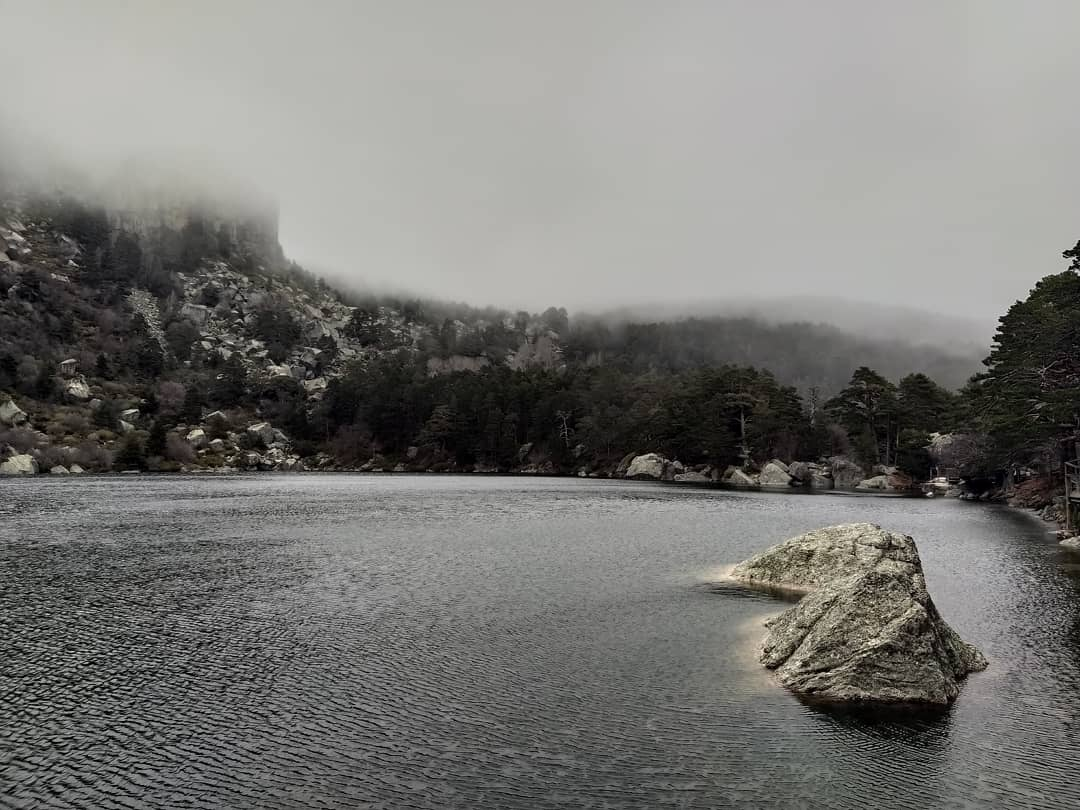
A lagoa em um dia de neblina em fevereiro

A Lagoa Negra de Urbión ou simplesmente Lagoa Negra é uma lagoa glacial localizada na serra dos Picos de Urbión no município de Vinuesa, comunidade autónoma de Castela e Leão, Espanha . Faz parte do Parque Natural da Laguna Negra e dos Círculos Glaciais de Urbión, declarado em 2010.

## Localização e acesso
A Lagoa Negra está situada a norte da província de Soria, na parte norte do Sistema Ibérico e é o coração do espaço natural da serra de Urbión, que tem uma área de 4 770 ha e está situada no centro da região de Pinares, nos municípios de Vinuesa, Covaleda e Duruelo de la Sierra.
O pico de Urbión, com os seus 2,228 m de altitude, é o ponto mais alto do parque, que se estende pelos vales dos rios Douro, que nasce perto do cume do Urbión e do Revinuesa. A altitude mínima da área protegida é de 1 300 m. A Lagoa Negra está a uma altitude de 1 753 m; é acompanhada por outras lagoas da mesma origem, como a Lagoa Helada e a Lagoa Larga.
O acesso é feito a partir de Vinuesa pela estrada SO-830, que liga esta localidade a Montenegro de Cameros e La Rioja, através do vale Revinuesa. Embora seja possível chegar de veículo particular, durante os meses de verão e quando o público está lotado só se pode chegar a pé ou de ônibus de Vinuesa.

## Descrição
Segundo a lenda, a Lagoa Negra não tem fundo. Dizem também que se comunica com o mar por meio de cavernas e correntes subterrâneas. Dizem também que existe um ser que vive em suas profundezas e que devora tudo o que nele cai. A lenda mais difundida, que enfatiza a ausência de fundo, é a escrita por Machado em 1912, La tierra de Alvargonzález. A realidade é que sua profundidade máxima não ultrapassa os 8 metros (às vezes se diz 10 e 12 metros).
No primeiro domingo de agosto celebra-se uma travessia a nado, na qual os participantes cruzam a lagoa a nado.

### Vegetação
A vegetação que habita a área da Laguna Negra é mais típica do norte da Europa do que da Península Ibérica.
A vegetação aquática é muito similar à de outras lagoas de montanha do norte peninsular como os ibones pirenaicos. Está composta por pequenas plantas que vão formando gramas no fundo e junto às quais crescem outras que emergem à superfície ou flutuam nela.
Em terra abundam diferentes espécies de árvores que pugnam pelo espaço estão delimitados pela altitude. Entre elas está o tenha que cria um fechado sub-bosque e crescem a altitudes relativamente baixas que compartilha com o pinheiro-de-casquinha que é o rei do território e forma grandes bosques. O carvalho albar, a bétula o álamo temblon são espécies que têm presença relevante junto com o serbal de caçadores, pequena árvore que vai conquistando as zonas de matorral nas pendentes, o que se vê completado pelos arbustos como a retama e o brezo.

### Fauna
A truta, o barbo e o chub vivem nas águas da lagoa, enquanto em terra existe uma riquíssima variedade de animais de todos os tipos, desde corças e javalis, até lobos, a veados e raposas. Roedores e répteis não faltam. A avifauna é abundante e, devido ao seu tamanho, destacam-se os grifos que nidificam na falésia rochosa e as aves de rapina onde as águias se destacam pela sua postura.

## Na literatura

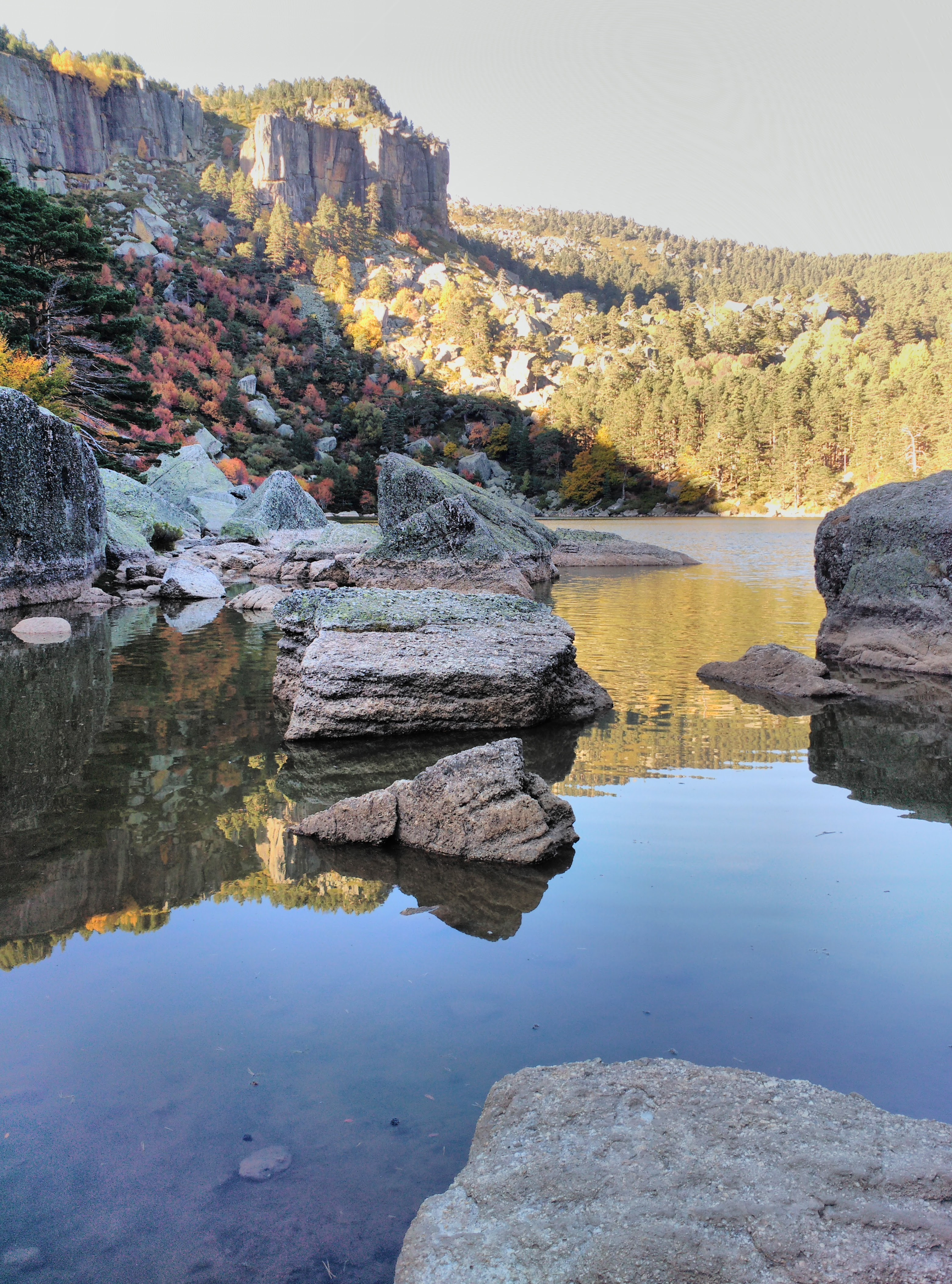
Laguna Negra de Urbión de seu lado sul em outubro de 2015

A Lagoa Negra adquiriu notoriedade por ter sido o lugar onde Antonio Machado localizou a lenda dos Filhos de Alvargonzález da obra La tierra de Alvargonzález .
Machado coloca a trágica história de um parricídio nessas terras. Em 1912 ele escreveu o romance em prosa que apareceria em abril do mesmo ano. Alvargonzález é assassinado por dois de seus três filhos que estão com pressa para receber sua herança. A Lagoa Negra é o lugar que eles escolheram para se livrar do cadáver. O crime é pago por um inocente que é condenado à pena e a esposa do falecido, mãe dos assassinos, morre de luto. Sua ganância tem o pagamento que eles não esperam quando param de produzir a terra. O irmão emigrado, ao retornar, compra parte das terras de seus outros irmãos e obtém grandes safras. Os arrependimentos corroem os assassinos que acabam vendendo o que sobrou e emigrando, ao passarem perto da Lagoa Negra, perdem-se no meio da noite e acabam em suas águas.
O relato em prosa foi publicado no número 9 da revista World em Paris em janeiro de 1912. A história em verso faz parte da obra Campos de Castilla, que escreveu entre 1908 e 1912. É um romance de 712 versos que ocupa cerca de metade da obra e é dedicado a Juan Ramón Jiménez.